# Chiesa di Santa Maria d'Itria (Portoscuso)
La chiesa di Santa Maria d'Itria è un edificio religioso ubicato nei pressi della tonnara di Portoscuso, nella provincia del Sud Sardegna. L'impianto originario risale alla metà del XVII secolo; nel XX secolo fu eretto il campanile.
Tra gli arredi si segnalano due dipinti sulle pareti laterali e una statua della Vergine in legno policromo del XVIII secolo.